# Helge Krog

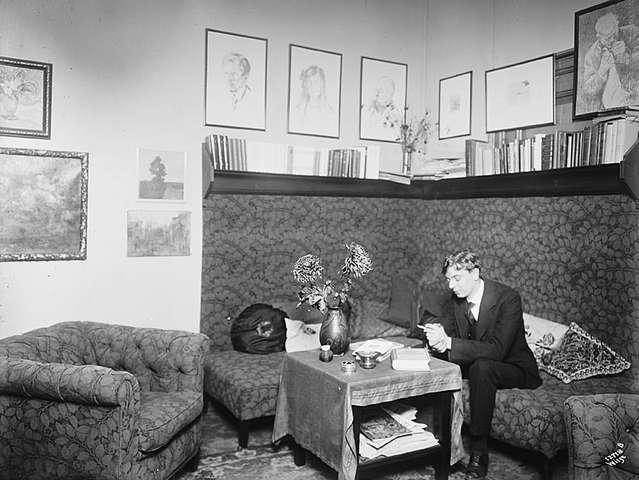
Helge Krog, 1919

Helge Krog (* 9. Februar 1889 in Kristiania; † 30. Juli 1962 ebenda) war ein norwegischer Dramatiker, Übersetzer und Literaturkritiker.

## Leben
Krog war der Sohn von Cecilie Thoresen, der ersten Studentin Norwegens, und des Juristen Fredrik Arentz Krog. Von 1907 bis 1911 studierte er in Kristiania Volkswirtschaft. Danach arbeitete er als Journalist für die Zeitungen Verdens Gang, Dagbladet und Arbeiderbladet. In dieser Zeit kam er mit Gunnar Heiberg und Olaf Bull in Kontakt, die ihn stark beeinflussten. 1917 debütierte er als Dramatiker mit Det store Vi. Seine Werke sind von sozialistischen Ideen geprägt.
1923 schloss sich Krog Mot Dag, einer Organisation kommunistischer Intellektueller, an. Während des Zweiten Weltkriegs lebte er in Schweden und war als Redakteur für die norwegische Zeitschrift Håndslag tätig. Nach Kriegsende wurde er Mitarbeiter der linken Zeitung Orientering. Er veröffentlichte die Abhandlung 6te kolonne, in der er norwegische Industrielle verurteilte, die mit den Nationalsozialisten zusammengearbeitet hatten. Außerdem war er ein Kritiker der norwegischen NATO-Mitgliedschaft.
Krog übersetzte unter anderem Robert Louis Stevensons Dr. Jekyll und Mr. Hyde ins Norwegische.
Er war seit 1949 mit der norwegischen Schauspielerin Tordis Maurstad verheiratet und der Stiefvater des Schauspielers Toralv Maurstad.

## Werke (Auswahl)
- Det store Vi (1917)
- Jarlshus (1923)
- Konkylien (1929)
- Underveis (1931)
- Opbrudd (1936)